# Паников, Анатолий Иванович
Анатолий Иванович Паников (род. 19 января 1959 года; Караганда, СССР) — российский режиссёр, актёр, телеведущий, продюсер, выпускник Школы-студии МХАТ, член Союза кинематографистов Российской Федерации, руководитель представительства Союза кинематографистов Российской Федерации в Тюменской области, автор и ведущий нескольких проектов для федерального ТВ, журналист, член Союза журналистов России, член правления Московского фонда мира, действительный член Императорского Православного Палестинского Общества.

## Биография
Родился в 1959 году в Караганде. После окончания средней школы в 1976 году поступил в Школу-студию при МХАТ (Москва), где учился в одно время с Александром Балуевым, Александром Феклистовым, Дмитрием Золотухиным, Сергеем Гармашем, Мариной Голуб, историком моды Александром Васильевым (на одном курсе). В этот же период серьёзно занимался карате. Его учителем был актёр Олег Шкловский.
В 1981—1989 годах работал в ведущих театрах СССР — Театре Российской армии (Москва), Театре им. Ленинского комсомола (Ленинград), Театре юного зрителя (Ленинград), Русском Драматическом театре (Йошкар-Ола) и в других — в качестве режиссёра-постановщика, художника-постановщика, заведующего постановочной частью, директора театра.
В 1985 году стал заведующим отделом ВНМЦ Министерства культуры СССР по проведению фольклорных мероприятий XII Всемирного фестиваля молодёжи и студентов в Москве. В этом же году получил первую роль как киноактер в фильме «Рейс 222».
В середине восьмидесятых написал пьесу «Новогодние перевёртыши» по заказу Министерства культуры Марийской АССР. По ней в Русском драматическом театре (Йошкар-Ола) был сделан спектакль. Как театральный режиссёр Паников поставил спектакли «Порог» Дударева, «Дом, который построил Свифт» Г. Горина в студенческом театре МИФИ (Москва), «Рудольфио» по рассказу В. Распутина в Русском Драматическом театре (Йошкар-Ола).
В 1989 году Паников открыл кооператив. В связи с этим окончил курсы Высшей школы хозяйственного управления и подготовки резерва хозяйственных руководителей при ГК КПУ в Севастополе (Управление внешнеэкономической деятельностью предприятий). Через три года группой депутатов городской думы Паников был выдвинут в кандидаты заместителя мэра Севастополя. В этот период открыл ещё четыре организации, в том числе совместное предприятие «Италиан Биг Тин» (Украина-Италия), стал владельцем трех крупных магазинов, осуществлял оптовую торговлю с Италией, Ливаном. Одним из первых стал акционером и брокером Российской товарно-сырьевой биржи.
С 2006 года возобновляет творческую деятельность — работал на канале «Подмосковье», где стал исполнительным продюсером, автором и ведущим программ «За кадром» (новости кино); «9 ярдов» (бильярд со звёздами); «Секреты бытия».
Тогда же начал сниматься в российском кино у таких режиссёров как Геннадий Сидоров и Юрий Мороз, Сергей Урсуляк, Юрий Попович, а также в социальных роликах тюменского клипмейкера Алексея Титкина. Выступал в качестве исполнительного продюсера и режиссёра фильмов «История любви», «Как мы провели лето» (2009), «Богомяков» из цикла «Титаны» (в соавторстве с режиссёром А. Ольковым, 2011). Печатался в различных периодических изданиях, таких как «Мир ТВ», журналы «Ledy first» и «Home & Space», «Объектив» и др., где публиковал статьи о театре, кино и телевидении, интервью с актёрами.
С сентября 2018 по август 2021 гг. являлся представителем пресс-службы депутата Государственной Думы Павла Дорохина в Тюменской и Курганской областях. В январе 2019 года Анатолий Паников назначен руководителем представительства Союза кинематографистов Российской Федерации в Тюменской области.

## Творчество

### Режиссёрская работа в театре
- 1986 — «Порог» А. А. Дударева (студенческий театр МИФИ, г. Москва)
- 1986 — «Дом, который построил Свифт» Г. И. Горина (студенческий театр МИФИ, г. Москва)
- 1987 — «Рудольфио» по рассказу В. Г. Распутина (Русский Драматический театр, г. Йошкар-Ола)
- 2015 — «Кто к нам пришел» по пьесе Н. Птушкиной «Пока она умирала» (Творческая мастерская Анатолия Паникова на сцене ТюмГАСУ, г. Тюмень)

### Фильмография

#### Актёр
- 1985 — Рейс 222 — пассажир
- 2007 — След (телесериал) — Судаков (84 серия)
- 2008 — Апостол — Петрович (рыбак)
- 2009 — Глухарь — Кротов (3 сезон, 46 серия)
- 2010 — Шахта — освобожденный (12 серия)
- 2011 — Игра — эксперт
- 2011 — Паутина — президент федерации бокса
- 2011 — Час Волкова 5 — проректор
- 2012 — Миссия: Пророк — журналист
- 2012 — Жизнь и судьба — комендант госпиталя
- 2012 — Агентство Бигль — депутат
- 2012 — Пятницкий — автослесарь

и другие.

#### Режиссёр
- 2009 — «История любви»
- 2009 — «Как мы провели лето»
- 2011 — «Богомяков», фильм первый из цикла «Титаны» (в соавторстве с режиссёром А. Ольковым)
- 2015 — «Вода… Проблемы… Решения…»
- 2017 — «Родина победителей»
- 2020 — «Возрождение»[3] по книге Павла Дорохина «СТАЛИН И ЦЕРКОВЬ»
- 2022 — «Сегодня дети, завтра — народ»
- 2022 — «Пункт назначения — Рим», фильм первый из документального цикла «Юстас — Фитину»

## Признания и награды
- Лауреат всероссийского фестиваля кино и интернет-проектов «Человек труда» в номинации «Лучший фильм», ЗОЛОТАЯ РУКАВИЦА за фильм «Богомяков» из цикла «Титаны»[4], 2015 год.
- Главный приз Международного кинофестиваля документального кино и телепроектов «Победили вместе» за фильм «Богомяков» из цикла «Титаны», 2016 год.
- Памятная медаль «100 лет Великой Октябрьской социалистической революции» за вклад в патриотическое воспитание молодежи, 2017 год.
- Почетный орден «100 лет Ленинскому комсомолу» за раскрытие патриотической темы в своих фильмах, 2018 год.
- Благодарственное письмо Государственной Думы Федерального Собрания РФ за неоценимый вклад в патриотическое воспитание молодежи, журналистскую деятельность и в связи с 60-летием.
- Благодарственное письмо Союза кинематографистов Российской Федерации за личный вклад в кинематограф, в развитие культуры. За активную плодотворную деятельность по пропаганде и популяризации отечественного кино.
- Памятная медаль «В ознаменование 140-летия со дня рождения И. В. Сталина» за активную и плодотворную деятельность по пропаганде основ морального и нравственного воспитания молодежи и активную информационную поддержку партийных средств массовой информации, 2019 год.
- Диплом за специальный показ фильма «Возрождение» на XVI Севастопольском Международном фестивале документальных фильмов и телепрограмм «Победили Вместе», 2020 год.